# Blanice (biflöde till Otava)
Blanice är en 93,3 km lång högerbiflod till Otava, som rinner genom Södra Böhmen i Tjeckien. Den börjar i Böhmerwald och flyter mot nordväst till mynningen i Otava utanför Zátaví.